# Црква Светог Николаја у Пуковцу
Црква Светог Николаја у Пуковцу, насељеном месту на територији  општине Дољевац, православни је храм који припада Епархији нишкој Српске православне цркве.
Црква посвећена преносу моштију Светог Николаја подигнута је 1928. године, а освештана 1936. године од стране Епископа нишког Јована. Црква је зидана од тврдог материјала, као и конак и звонара.
У Цркви се налази и спомен костурница са именима пострадалих у Првом светском рату.